# Station Oulton Broad South
Oulton Broad South is een spoorwegstation van National Rail in Waveney in Engeland. Het station is eigendom van Network Rail en wordt beheerd door Greater Anglia. 